# گیرنده گلوکوکورتیکوئید
گیرنده گلوکوکورتیکوئید (انگلیسی: Glucocorticoid receptor) که با نام NR3C1 هم شناخته می‌شود، یک گیرنده است که کورتیزول و سایر گلوکوکورتیکوئیدها بدان اتصال می‌یابند.
این گیرنده تقریباً در تمامی سلول‌های بدن موجود است و ژن‌های کنترل‌کنندهٔ رشد، سوخت‌وساز و پاسخ ایمنی را تنظیم می‌کند. از آنجایی ژن تولیدکنندهٔ این گیرنده، به چندین صورت گوناگون بیان می‌شود، این گیرندهٔ اثرات چندگانه‌ای در نقاط مختلف بدن از خود نشان می‌دهد.
وقتی که گلوکوکورتیکوئیدها به این گیرنده‌ها متصل می‌شوند، مکانیسم اصلی عملکرد آن تنظیم رونویسی ژن است. گیرنده‌های خالی در سیتوزول واقع شده‌اند. وقتی گلوکوکورتیکوئید به آن می‌چسبد، دو اتفاق ممکن است بیفتد: کمپلکس ترکیبی حاصل، سبب بیان پروتئین‌های ضد التهابی را در هسته سلول تشدید می‌کند، یا آنکه تولید پروتئین‌های التهاب‌زا را در سیتوزول کم می‌کنند (از طریق جلوگیری از انتقال سایر فاکتورهای رونویسی از سیتوزول به هسته).
در انسان، این گیرنده‌ها توسط ژن «NR3C1» کُدگذاری می‌شود که بر روی کروموزوم ۵ قرار دارد.

## ساختار
همچون گیرنده‌های استروئید، گیرنده گلوکوکورتیکوئید ساختار چندقطعه‌ای دارد و حاوی دومِـین‌های زیر است:
- A/B - دومِـین تنظیمی ریشهٔ آمینی
- C - دومِـین متصل‌شونده به دی‌ان‌ای (DBD)
- D - ناحیهٔ لولا مانند
- E - دومِـین متصل‌شونده به لیگاند (LBD)
- F - دومِـین ریشهٔ کربوکسیل

## اتصال به لیگاند و پاسخ
در صورت عدم حضور هورمون‌های گلوکوکورتیکوئیدی، این گیرنده در سیتوزول در ترکیب با برخی پروتئین‌ها نظیر پروتئین گرماشوک Hsp90، Hsp70 و FKBP52 (پروتئین ۵۲ متصل‌شونده به FK506) یافت می‌شود. وقتی کورتیزول ترشح می‌شود از طریق غشای سلولی به‌درون سیتوپلاسم نفوذ کرده و به این گیرنده‌ها متصل می‌شود و موجب رهاسازی پروتئین‌های گرماشوک می‌گردد. گیرنده‌های فعال‌شده، دو مکانیسم عملکردی اصلی دارند: ترانس اکتیویسیون و غیرفعال‌سازی.

## اهمیت بالینی
اختلال در این گیرنده‌ها سبب بروز «مقاومت مادرزادی به گلوکوکورتیکوئیدها» می‌گردد.
به‌نظر می‌رسد در ساختار دستگاه عصبی مرکزی، گیرنده‌های گلوکوکورتیکوئید در یکپارچگی سیستم نوروآندوکرین و به‌ویژه در پاسخ به استرس و فشار عصبی در مغز نقش دارند. این گیرنده در تطابق و سازگاری کوتاه‌مدت و دراز مدت به استرس مؤثر است و در درک علل برخی اختلالات عصبی نظیر افسردگی و اختلال استرسی پس از آسیب روانی اهمیت دارد. در واقع تجربیات به‌دست آمده از مشاهدهٔ اثرات خُلقی بیماری کوشینگ نشان داده‌است که کورتون‌ها در تعدیل حالات عصبی-روانی نقش دارند و پیشرفت‌های اخیر ثابت کرده که کورتون‌ها در سطح یاخته عصبی با نوراپی‌نفرین و سروتونین در تعامل است.
در پره‌اکلامپسی، یک توالی خاص از ریزآران‌ای که این گیرنده را حذف قرار می‌دهد، در خون مادران باردار مبتلا بالا می‌رود. البته اهمیت بالینی این موضوع هنوز به‌درستی روشن نشده‌است.

## آگونیست و آنتاگونیست
دگزامتازون و سایر کورتیکواستروئیدها آگونیست این گیرنده هستند و میفپریستون و کتوکونازول آنتاگونیست آن محسوب می‌شوند.

## تعامل مولکولی
گیرنده گلوکوکورتیکوئید با موارد زیر تعامل پروتئین-پروتئین دارد:
- SMAD3[۱۸][۱۹]
- STAT3[۲۰][۲۱]
- STAT5B[۲۲]

## برای مطالعهٔ بیشتر
- Adcock IM, Ito K (2000). "Molecular mechanisms of corticosteroid actions". Monaldi Archives for Chest Disease. 55 (3): 256–66. PMID 10948677.
- Chikanza IC (2002). "Mechanisms of corticosteroid resistance in rheumatoid arthritis: a putative role for the corticosteroid receptor beta isoform". Ann. N. Y. Acad. Sci. 966 (1): 39–48. Bibcode:2002NYASA.966...39C. doi:10.1111/j.1749-6632.2002.tb04200.x. PMID 12114257.
- Neeck G, Kluter A, Dotzlaw H, Eggert M (2002). "Involvement of the glucocorticoid receptor in the pathogenesis of rheumatoid arthritis". Ann. N. Y. Acad. Sci. 966 (1): 491–5. Bibcode:2002NYASA.966..491N. doi:10.1111/j.1749-6632.2002.tb04252.x. PMID 12114309.
- Yudt MR, Cidlowski JA (2003). "The glucocorticoid receptor: coding a diversity of proteins and responses through a single gene". Mol. Endocrinol. 16 (8): 1719–26. doi:10.1210/me.2002-0106. PMID 12145329.
- Torrego A, Pujols L, Picado C (2003). "[Response to glucocorticoid treatment in asthma. The role of alpha and beta isoforms of the glucocorticoid receptor]". Arch. Bronconeumol. 38 (9): 436–40. doi:10.1016/S0300-2896(02)75258-7. PMID 12237016.
- Bray PJ, Cotton RG (2003). "Variations of the human glucocorticoid receptor gene (NR3C1): pathological and in vitro mutations and polymorphisms". Hum. Mutat. 21 (6): 557–68. doi:10.1002/humu.10213. PMID 12754700.
- Kino T, Pavlakis GN (2004). "Partner molecules of accessory protein Vpr of the human immunodeficiency virus type 1". DNA Cell Biol. 23 (4): 193–205. doi:10.1089/104454904773819789. PMID 15142377.
- Lu NZ, Cidlowski JA (2004). "The origin and functions of multiple human glucocorticoid receptor isoforms". Ann. N. Y. Acad. Sci. 1024 (1): 102–23. Bibcode:2004NYASA1024..102L. doi:10.1196/annals.1321.008. PMID 15265776.
- Kino T, Chrousos GP (2004). "Human immunodeficiency virus type-1 accessory protein Vpr: a causative agent of the AIDS-related insulin resistance/lipodystrophy syndrome?". Ann. N. Y. Acad. Sci. 1024 (1): 153–67. Bibcode:2004NYASA1024..153K. doi:10.1196/annals.1321.013. PMID 15265780.
- Andersen JL, Planelles V (2005). "The role of Vpr in HIV-1 pathogenesis". Curr. HIV Res. 3 (1): 43–51. doi:10.2174/1570162052772988. PMID 15638722.
- Le Rouzic E, Benichou S (2006). "The Vpr protein from HIV-1: distinct roles along the viral life cycle". Retrovirology. 2 (1): 11. doi:10.1186/1742-4690-2-11. PMC 554975. PMID 15725353.
- Muthumani K, Choo AY, Premkumar A,  et al. (2006). "Human immunodeficiency virus type 1 (HIV-1) Vpr-regulated cell death: insights into mechanism". Cell Death Differ. 12 (Suppl 1): 962–70. doi:10.1038/sj.cdd.4401583. PMID 15832179.
- Zhou J, Cidlowski JA (2005). "The human glucocorticoid receptor: one gene, multiple proteins and diverse responses". Steroids. 70 (5–7): 407–17. doi:10.1016/j.steroids.2005.02.006. PMID 15862824.
- Chrousos GP, Kino T (2006). "Intracellular glucocorticoid signaling: a formerly simple system turns stochastic". Sci. STKE. 2005 (304): pe48. doi:10.1126/stke.3042005pe48. PMID 16204701.
- Plotkin LL, Labutin AL, Lebedev LV,  et al. (1975). "[Balloon probe for the removal of emboli and thrombi]". Meditsinskaya Tekhnika (3): 42–3. PMID 1152650.
- Subramaniam M, Colvard D, Keeting PE,  et al. (1993). "Glucocorticoid regulation of alkaline phosphatase, osteocalcin, and proto-oncogenes in normal human osteoblast-like cells". J. Cell. Biochem. 50 (4): 411–24. doi:10.1002/jcb.240500410. PMID 1469072.
- Scherrer LC, Pratt WB (1992). "Association of the transformed glucocorticoid receptor with a cytoskeletal protein complex" (PDF). J. Steroid Biochem. Mol. Biol. 41 (3–8): 719–21. doi:10.1016/0960-0760(92)90411-B. hdl:2027.42/30199. PMID 1562545.
- Cadepond F, Gasc JM, Delahaye F,  et al. (1992). "Hormonal regulation of the nuclear localization signals of the human glucocorticosteroid receptor". Exp. Cell Res. 201 (1): 99–108. doi:10.1016/0014-4827(92)90352-9. PMID 1612132.
- Hurley DM, Accili D, Stratakis CA,  et al. (1991). "Point mutation causing a single amino acid substitution in the hormone binding domain of the glucocorticoid receptor in familial glucocorticoid resistance". J. Clin. Invest. 87 (2): 680–6. doi:10.1172/JCI115046. PMC 296359. PMID 1704018.
- Encío IJ, Detera-Wadleigh SD (1991). "The genomic structure of the human glucocorticoid receptor". J. Biol. Chem. 266 (11): 7182–8. PMID 1707881.